# Dominique Fabre
Pour les articles homonymes, voir Fabre.
Ne doit pas être confondu avec Dominique Fabre (scénariste).

## Biographie
Dominique Fabre est un écrivain français né à Paris en 1960.
Enfance passée dans les Alpes et des internats en banlieue parisienne.
Il fait des études de philosophie et voyage, notamment aux Etats-Unis.
A 23 ans, il travaille dans le tourisme et sur des chantiers d'appartements. 
Après cela, il occupe un poste de correcteur en imprimerie, puis en presse.
Il est professeur d'anglais.
Son premier livre publié,  Un jour moi aussi, j'irai loin  paraît aux éditions Maurice Nadeau  en 1995.

## Œuvres
- Moi aussi un jour j'irai loin, 1995
- Ma vie d'Edgar, 1998
- Celui qui n'est pas là, 1999
- Fantômes, 2001 - Prix Marcel-Pagnol en 2001
- Mon quartier, Fayard, 2002 - Prix Louis-Barthou de l’Académie française en 2003
- Pour une femme de son âge, Fayard, 2003
- La serveuse était nouvelle, Fayard, 2005
- Le Perron, Cadex, 2006
- Les Types comme moi, Fayard, 2007
- J’attends l'extinction des feux, Fayard, 2008
- Les Prochaines Vacances, Le Chemin de fer, 2008
- Avant les monstres, Cadex, 2009
- J’aimerais revoir Callaghan, Fayard, 2010 - Prix Printemps du Roman en 2010
- Il faudrait s'arracher le cœur, L'Olivier, 2012
- Des nuages et des tours, L'Olivier, 2013
- Photos volées, L'Olivier, 2014 - Prix Eugène-Dabit du roman populiste en 2014
- Je t’emmènerai danser chez Lavorel, Fayard, 2014
- La Mallette, Cénomane, coll. « Mots-manbules », 2014
- En passant (vite fait) par la montagne, éditions Paulsen, 2015
- Les Soirées chez Mathilde, L'Olivier, 2017
- Le Grand Détour, Éditions Light Motiv, 2018
- Les Enveloppes transparentes, éditions de l'Attente, 2018
- Je veux rentrer chez moi, Stock, 2019
- Aujourd'hui, Fayard, 2021
- Une enfance, éditions de l'Attente, 2021
- Gare Saint-Lazare, Fayard, 2023